# Marcel Chappin
Marcel Chappin SJ (* 31. August 1943 in Nijmegen, Niederlande; † 24. Dezember 2021 in Rom, Italien) war ein niederländischer römisch-katholischer Priester und Theologe.

## Leben
1961 schloss Chappin sich den Jesuiten an. Er studierte Geschichte und Theologie in Amsterdam und Rom. Er absolvierte die Universität Gregoriana. Ab 1981 unterrichtete er an derselben Universität moderne und zeitgenössische Kirchengeschichte. Von 1994 bis 2001 war er Archivar an der Universität.
Von 1996 bis 2010 leitete Chappin das historische Archiv des Sekretariats für die Beziehungen zu Staaten, einen der beiden Teile des Staatssekretariats des Heiligen Stuhls. 2007 ernannte Papst Benedikt XVI. ihn zum Vizepräfekten des Vatikanischen Geheimarchivs unter Präfekt Sergio Pagano.

## Schriften (Auswahl)
- Pie VII et les Pays-Bas. Tensions religieuses et tolérance civile, 1814–1817. Rom 1984, OCLC 185343220.
- Introduzione alla storia della Chiesa. Casale Monferrato 1997, ISBN 8838417946.
- als Herausgeber mit Giovanni Coco und Sergio Pagano: I fogli di udienza del cardinale Eugenio Pacelli Segretario di Stato . Rom 2010, ISBN 978-88-85042-66-7.